# Alberto Zorrilla

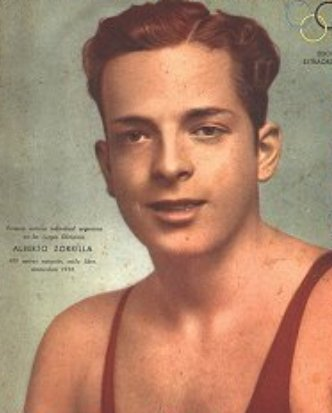
Alberto Zorrilla

Alberto Zorrilla (* 6. April 1906 in Buenos Aires; † 23. April 1986 in Miami) war ein argentinischer Schwimmer.
Bei den Olympischen Sommerspielen 1928 in Amsterdam wurde er überraschend über 400 m Freistil mit einer Zeit von 5:01,6 Minuten Olympiasieger, da sich die beiden Favoriten Andrew Charlton und Arne Borg gegenseitig belauerten und er auf der Außenbahn die beiden unbemerkt überholen konnte. Im Jahr 1976 wurde er in die Ruhmeshalle des internationalen Schwimmsports aufgenommen.